# Diodotos II.
Diodotos II. Theós (řecky Διόδοτος Θεός, † kolem roku 225 př. n. l.) byl synem a nástupcem Diodota I. Sótéra na trůnu řecko-baktrijského království. Diodotos II. pravděpodobně vládl po boku svého otce jako spoluvládce, jediným králem se stal kolem roku 235 př. n. l. Během své vlády uzavřel spojenectví s parthským panovníkem Arsakem. Kolem roku 225 př. n. l. byl zavražděn Euthydémem, který po něm nastoupil jako král.
Diodotovu vládu vylíčil Apollodóros z Artemity ve své Parthské historii, ale tento text se ztratil a dochované literární zdroje se o něm zmiňují pouze okrajově. Většina detailů z jeho života je proto rekonstruována pomocí numismatického výzkumu.

## Životopis

### Možná spoluvláda s otcem
Mince ražené za vlády Diodota I. pocházejí ze dvou samostatných mincoven. Na ražbách jedné z nich je na líci starší muž, obecně identifikovaný jako sám Diodotos I., zatímco líc ražby z druhé mincovny zobrazuje podobnou, ale mladší postavu. Dle názoru amerického archeologa Frank L. Holta je druhým mužem je Diodotos II., který byl pověřen kontrolou nad částí říše, ve které se vyskytovala druhá mincovna. Toto uspořádání by kopírovalo model ustanovený Seleukovci, jejichž králové často jmenovali dědice trůnu spoluvládcem a svěřovali mu vládu nad východní částí říše. Umístění oblasti pod kontrolou Diodota II. není známo, Holt ale naznačuje, že šlo o západní část království, která byla vystavena nájezdům z Parthie, přičemž spoluvládce sídlil v Baktře.

### Vláda
Během své vlády Diodotos I. uplatňoval nepřátelství k parthské říši a jejímu králi Arsakovi, Diodotos II. ale po nástupu na trůn opustil politiku svého otce. Dle Iustina Arsakés „Brzy po smrti Diodota, zbaven strachu, uzavřel smlouvu a mír s jeho stejnojmenným synem, a nedlouho poté zvítězil nad králem Seleukem [II.], který vedl válku proti povstalcům [Parthům].“ Tato bitva mezi Seleukem II. a Arsakem se odehrála kolem roku 228 př. n. l. Není jasné, zda se řecko-baktrijské vojsko aktivně zapojilo do bitvy nebo Diodotos ve smlouvě s Parthy pouze souhlasil s vyhlášením neutrality, čímž uvolnil Arsakovy síly na východě.
Někdy poté, kolem roku 225 př. n. l., byl Diodotos zabit Euthydémem, který se zmocnil trůnu a založil novou dynastii Euthydémovců. Britský vědec a spisovatel William W. Tarn vznesl myšlenku, že se Diodotos I. oženil se seleukovskou princeznou jako druhou manželkou a měl dceru, která byla provdána za Euthydéma, čímž se stal švagrem Diodota II. Neexistuje však žádný důkaz o existenci ani jedné z těchto žen a teorie je v moderní době považována za nedůvěryhodnou. Archeologické důkazy odhalují, že město Aj Chanúm bylo  kolem roku 225 př. n. l. obléháno, což je událost, kterou Frank L. Holt spojuje s Euthydémovým uchvácením moci. Zdá se, že došlo k občanské válce, která vyvrcholila Euthydémovým vítězstvím.
Většina odborníků považovala spojenectví s Arsakem za reakci na hrozbu ze strany Seleuka II. William W. Tarn předpokládal, že Euthydémova uzurpace trůnu byla reakcí na alianci s Parthy. Frank L. Holt navrhuje opak – spojenectví s Arsakem bylo reakcí na vypuknutí občanské války s Euthydémem.

## Mince
Diodotos II. do značné míry navázal na ražby svého otce. Existovaly dvě mincovny, které razily zlaté, stříbrné a bronzové mince. Mince z drahých kovů se skládaly ze zlatých statérů a stříbrných tetradrachem, drachem a hemidrachem. Tyto mince mají na líci hlavu mužské postavy s diadémem, což byl standardní symbol zobrazení helénistických králů od dob Alexandra Velikého. Rub těchto mincí zobrazuje Dia, jenž se připravuje vrhnout svůj blesk. Jak již bylo zmíněno výše, během vlády Diodota I. se na aversech objevovaly dvě různé postavy – starší postava („série A“) a mladší postava („série C a E“), které jsou ztotožňovány s Diodotem I. a Diodotem II. Po jisté přestávce obě mincovny produkovaly mince jen s portrétem mladšího muže a s legendou odkazující na Diodota, zatímco legenda na dřívějších mincích psala o králi Antiochovi. Frank L. Holt předpokládá, že tato změna byla způsobena smrtí Diodota I. Zdá se, že rozdílné legendy odráží konečné zřeknutí se Seleukovské autority a plné vyhlášení nezávislosti řecko-baktrijského království.
Po většinu své vlády nechal Diodotos II. razit mince v relativně skromném měřítku, ke konci však mnohem více, s větším množstvím zlatých mincí než předtím. Dle Franka L. Holta to bylo způsobeno občanskou válkou s Euthydémem; rozsah ražeb naznačuje potřebu zajistit množství mincí pro velký počet vojáků.